# Кан, Сергей Борисович
Сергей Борисович Кан (29 июля 1896, Териоки — 7 марта 1960, Москва) — советский учёный-историк, специалист в области истории и историографии нового времени, автор многих научных трудов и учебников по истории для высших учебных заведений. Доктор исторических наук (1940), профессор (1940).

## Биография
Родился 17 июля (29 июля по новому стилю) 1896 года в Териоки княжества Финляндского в семье присяжного поверенного Бориса Николаевича Кана (1867—1916), еврея по происхождению, принявшего православие. Мать — Евгения Фелициановна Ходасевич (1876—1960), сестра адвоката М.Ф.Ходасевича и поэта В. Ф. Ходасевича. В семье были также две дочери — Наталья и Нина.
Начальное образование получил в Петришуле, а после переезда семьи в Москву учился в Частной мужской гимназии А.Е.Флёрова. В 1915 году поступил в Петроградский электротехнический институт, а после февраля 1917 года был направлен в школу прапорщиков. 
В 1924 году окончил факультет общественных наук Московского университета. Ученик академиков Д. М. Петрушевского и Н. М. Лукина. Во время учебы начал преподавать — на рабфаках Москвы, в военных училищах, выступал с лекциями в рабочих клубах. Преподавал на рабочем факультете Коммунистического университета имени Я. М. Свердлова.

Один из его учеников, впоследствии преподаватель Смоленского государственного педагогического университета Илья Натанович Неманов, вспоминал о преподавательском мастерстве С.Б.Кана: 
«Среди московских профессоров-историков той поры, а профессура эта была богата яркими талантами, С.Б. Кан — одна из самых блистательных фигур. Эпитет "блистательный" не содержит ни грана преувеличения... Что касается лекций С.Б. Кана, то они поражали, наряду с колоссальной эрудицией и высокой культурой лектора, своеобразной театральностью в лучшем смысле этого слова. Правильнее было бы сказать, что это было сочетание высокого академизма с манерой, органически включавшей в себя элементы отчасти продуманной и отчасти спонтанной театральности в духе судебных ораторов начала века. В этом, как мне кажется, сказывалась роль С.Б. Кана как носителя лучших традиций особой, если так можно выразиться, либерально-профессорской культуры, выработанной поколением ученых-педагогов российских вузов конца XIX — начала XX в. <...> Побудить слушателей не только запомнить, усвоить некий сюжет, но и пережить его — такова была цель лектора». 
Первая научная работа С.Б.Кана была опубликована в 1927 году и посвящена роли якобинской прессы в канун провозглашения Парижской коммуны (журнал «Историк-марксист», 1927, № 6). 
В 1930—1931 годах — сотрудник Института Маркса-Энгельса-Ленина.
В 1934—1937 годах — преподаватель, доцент исторического факультета МГУ.
В 1938 году защитил диссертацию на соискание учёной степени кандидата исторических наук.
С 1940 года — профессор и в 1938—1941 годы — заведующий кафедрой новой и новейшей истории в Московском государственном педагогическом институте им. В. И. Ленина (МГПИ).
В 1940 году защитил диссертацию на соискание учёной степени доктора исторических наук по теме «Два восстания силезских ткачей — 1793 и 1844».
В 1944—1952 годах — старший научный сотрудник Института истории Академии наук СССР.
В 1946—1947 годах преподавал в Московском университете, в 1946—1949 годы в Высшей дипломатической школе и в 1955—1959 годы в Московском городском педагогическом институте имени В. П. Потемкина.
Жил в Москве — на Мытной улице, 23 и в Староконюшенном переулке, 43.
Умер 7 марта 1960 года в Москве. Урна с прахом захоронена в колумбарии Донского кладбища.

##### Семья
- Жена (с 1922) — Роза Александровна, урожд. Калмансон (1899—1985).
- Сын — Александр (1925—2017) — историк-скандинавист[7].
- Внук — Сергей Кан (род.1953), профессор антропологии Дартмутского колледжа, специалист по культуре и истории тлинкитов, русских миссионеров на Аляске, методологии и этике этнографических исследований североамериканских индейцев[8].

## Научные труды
- Кан С. Б. Революция 1848 г. в Австрии и Германии. — М.: Учпедгиз, 1948. — 232 с. — (Библиотека учителя).
- Кан С. Б. Два восстания силезских ткачей: 1793—1844 / Академия наук СССР. Институт истории. — М.; Л.: Издательство Академии наук СССР, 1948. — 483 с.
- История дипломатии: Учебник для вузов. — М., 1952 (в соавт.);
- Кан С. Б. Немецкая историография революции 1848—1849 гг. в Германии. / Предисл. М. Фримана; Академия наук СССР. Институт истории. — М.: Издательство Академии наук СССР, 1962. — 287 с.
- Кан С. Б. История социалистических идей (до возникновения марксизма): Курс лекций. — М.: Высшая школа, 1963. — 279 с.
- Кан С. Б. История социалистических идей (до возникновения марксизма). Курс лекций. 2-е изд. — М.: Высшая школа, 1967. — 293 с.
- Новая история. 3-е изд. — М., 1978 (в соавт.).